# Kanton Mansle
Der Kanton Mansle war bis 2015 ein französischer Wahlkreis im Département Charente und in der damaligen Region Poitou-Charentes. Er umfasste 26 Gemeinden im Arrondissement Confolens; sein Hauptort (frz.: chef-lieu) war Mansle. Die landesweiten Änderungen in der Zusammensetzung der Kantone brachten im März 2015 seine Auflösung.
Der Kanton Mansle war 242,13 km2 groß und hatte 9117 Einwohner (Stand: 2012).

## Gemeinden
| Gemeinde                  | Einwohner Jahr | Fläche km² | Bevölkerungsdichte | Code INSEE | Postleitzahl |
| ------------------------- | -------------- | ---------- | ------------------ | ---------- | ------------ |
| Aunac                     | 335 (2013)     | –          | – Einw./km²        | 16023      | 16460        |
| Bayers                    | 125 (2013)     | –          | – Einw./km²        | 16033      | 16460        |
| Cellefrouin               | 566 (2013)     | –          | – Einw./km²        | 16068      | 16260        |
| Cellettes                 | 429 (2013)     | –          | – Einw./km²        | 16069      | 16230        |
| Chenommet                 | 163 (2013)     | –          | – Einw./km²        | 16094      | 16460        |
| Chenon                    | 144 (2013)     | –          | – Einw./km²        | 16095      | 16460        |
| Fontclaireau              | 417 (2013)     | –          | – Einw./km²        | 16140      | 16230        |
| Fontenille                | 344 (2013)     | –          | – Einw./km²        | 16141      | 16230        |
| Juillé                    | 192 (2013)     | –          | – Einw./km²        | 16173      | 16230        |
| La Tâche                  | 101 (2013)     | –          | – Einw./km²        | 16377      | 16260        |
| Lichères                  | 92 (2013)      | –          | – Einw./km²        | 16184      | 16460        |
| Lonnes                    | 166 (2013)     | –          | – Einw./km²        | 16191      | 16230        |
| Luxé                      | 732 (2013)     | –          | – Einw./km²        | 16196      | 16230        |
| Mansle                    | 1.630 (2013)   | –          | – Einw./km²        | 16206      | 16230        |
| Mouton                    | 226 (2013)     | –          | – Einw./km²        | 16237      | 16460        |
| Moutonneau                | 103 (2013)     | –          | – Einw./km²        | 16238      | 16460        |
| Puyréaux                  | 512 (2013)     | –          | – Einw./km²        | 16272      | 16230        |
| Saint-Amant-de-Bonnieure  | 352 (2013)     | –          | – Einw./km²        | 16296      | 16230        |
| Saint-Angeau              | 770 (2013)     | –          | – Einw./km²        | 16300      | 16230        |
| Saint-Ciers-sur-Bonnieure | 313 (2013)     | –          | – Einw./km²        | 16307      | 16230        |
| Sainte-Colombe            | 177 (2013)     | –          | – Einw./km²        | 16309      | 16230        |
| Saint-Front               | 358 (2013)     | –          | – Einw./km²        | 16318      | 16460        |
| Saint-Groux               | 136 (2013)     | –          | – Einw./km²        | 16326      | 16230        |
| Valence                   | 228 (2013)     | –          | – Einw./km²        | 16392      | 16460        |
| Ventouse                  | 129 (2013)     | –          | – Einw./km²        | 16396      | 16460        |
| Villognon                 | 351 (2013)     | –          | – Einw./km²        | 16414      | 16230        |